# 欧托圣叙尔皮斯
欧托圣叙尔皮斯（法語：Hautot-Saint-Sulpice，法語發音：[oto sɛ̃ sylpis]）是法国滨海塞纳省的一个市镇，属于鲁昂区。

## 地理
欧托圣叙尔皮斯（49°40'51"N, 0°44'23"E）面积8.53 平方千米，位于法国诺曼底大区滨海塞纳省，该省份为法国北部沿海省份，其西部及北部濒大西洋英吉利海峡，东起顺时针与索姆省、瓦兹省、厄尔省和卡爾瓦多斯省接壤。
与欧托圣叙尔皮斯接壤的市镇（或旧市镇、城区）包括：昂韦维尔、埃图特维尔、科地区埃里库尔、罗克福尔、莱欧德科。
欧托圣叙尔皮斯的时区为UTC+01:00、UTC+02:00（夏令时）。

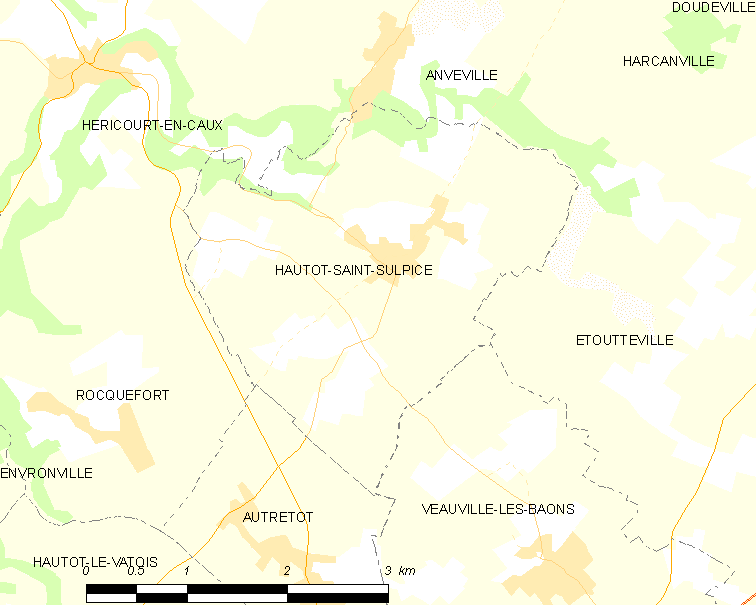
欧托圣叙尔皮斯的OSM定位图

## 行政
欧托圣叙尔皮斯的邮政编码为76190，INSEE市镇编码为76348。

## 政治
欧托圣叙尔皮斯所属的省级选区为伊沃托县。

## 人口

1962-2008年间欧托圣叙尔皮斯人口变化图示

欧托圣叙尔皮斯于2022年1月1日时的人口数量为691人。